# Gare de Steenbrugge
La gare de Steenbrugge est une ancienne gare ferroviaire belge de la ligne 58, de Gand à Bruges située à Steenbrugge, village rattaché à la ville de Bruges, dans la province de Flandre-Occidentale en Région flamande.

## Situation ferroviaire
Établie à 7 m d'altitude, la gare de Steenbrugge était située au point kilométrique (PK) 48,3 de la ligne 58, de Gand à Bruges, via Eeklo entre la halte d'Assebroek et la gare de Bruges.

## Histoire
La station de Steenbrugge est mise en service le 23 juin 1863 par la Compagnie du chemin de fer d'Eeclo à Bruges qui inaugure le même jour la ligne reliant ces deux localités.
La compagnie est reprise en 1897 par les Chemins de fer de l'État belge. Steenbrugge possède alors le statut de station mais est démunie de rampe pour le chargement des véhicules.
La ligne ferme aux voyageurs entre Eeklo et Bruges le 16 février 1959 ; une partie de la ligne fermant complètement dans la foulée. Jusqu'au 1er août 1967, des trains de marchandises continueront à desservir Assebroek. La voie est démontée l'année suivante et le pont mobile sur le canal prestement démonté. Un chemin RAVeL réutilise une partie de la ligne à partir de Steenbrugge.